# Рима (Верчели)
Рима је насеље у Италији у округу Верчели, региону Пијемонт.
Према процени из 2011. у насељу је живело 33 становника. Насеље се налази на надморској висини од 1425 м.